# Anna Werner (Fotografin)

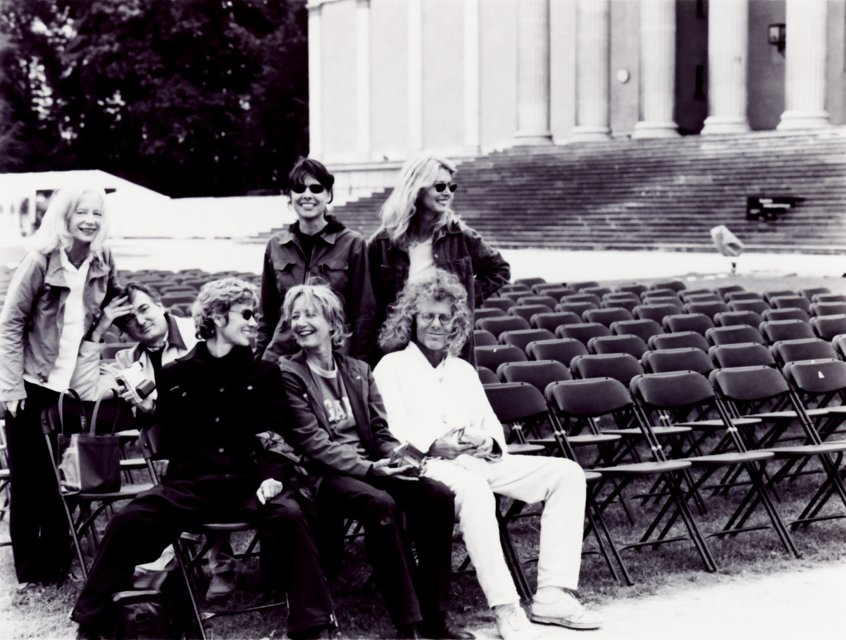
Der „Harem“, 2000
(Anna Werner ganz links)

Anna Werner (* 1941 in München) ist eine deutsche Fotografin. Sie erlangte insbesondere als Angehörige der Selbsterfahrungsgruppe „Der Harem“ um Rainer Langhans Bekanntheit.

## Leben
Anna Werner wuchs in Walchensee auf. Dort führte ihre Mutter Norma, geborene Bucherer (1911–2016), bis 2003 das von deren Vater 1924 gegründete „Café Bucherer“. Anna Werners Vater war ein norddeutscher Maler.
Werner zog in den Jugendjahren zunächst für anderthalb Jahre allein und danach mit ihrer jüngeren Schwester Frauke durch Mexiko. Der mexikanische Präsident Gustavo Díaz Ordaz gab den beiden Schwestern auf Grund seiner Begeisterung für deren Jodeln und Hackbrettspiel ein Empfehlungsschreiben mit. 1967, während einer Tour durch die Vereinigten Staaten, erlebten die beiden in San Francisco den „Summer of Love“ der Hippiebewegung. In den Vereinigten Staaten traf Werner erstmals auf den Amerikaner Jazon Wonders, den Vater der späteren gemeinsamen Tochter Janna.
Nach dem frühen Tod ihrer Schwester Frauke, die bei einem Verkehrsunfall ums Leben kam (man vermutet Suizid), ging Anna Werner zurück nach Deutschland, wo sie mit der Fotografie begann. Dort lernte sie 1972 den ehemaligen K1-Kommunarden Rainer Langhans kennen. Zu ihm, dem Fotomodell Brigitte Streubel und Jutta Winkelmann zog sie nach München zu der 1974 gegründeten als „Der Harem“ bekannte experimentelle Lebensgemeinschaft, zu der 1978 auch Christa Ritter und 1991 Jutta Winkelmanns  Zwillingsschwester Gisela Getty hinzustießen.
Zwischenzeitlich zog Werner wieder in die Vereinigten Staaten, wo sie 1978 ihre Tochter Janna Ji Wonders gebar. Diese ist heute als Filmemacherin und Musikerin der Band Ya-Ha! bekannt, die sie zusammen mit ihrem Lebensgefährten Florian Schuster aka „Kung Schu“, Rapper der Hip-Hop-Band Blumentopf, gründete. Nach ihrer erneuten Rückkehr nach München wohnte Anna Werner mit ihrer Tochter im „Harem“. Seit einigen Jahren lebt Werner anders als dessen andere Angehörige nicht in München-Schwabing, sondern am Walchensee, wo sie bis zur Verpachtung des elterlichen Cafés ihre Mutter bei der Führung des Familienbetriebs unterstützte.
2008 entstand über Anna Werner der Film „Hippie mit Hackbrett“ von Gabriele Dinsenbacher in der BR-Reihe  „Lebenslinien“.
In dem Dokumentarfilm „Walchensee Forever“ hat Janna Ji Wonders die Familiengeschichte über drei Generationen nachgezeichnet; die Weltpremiere fand bei der Berlinale am 24. Februar 2020 statt.